# Ricerca e sviluppo
Ricerca e Sviluppo, R&S (in inglese Research and Development, R&D o RND, indicata anche come Research and Technical Development / Research and Technological Development, RTD) è una locuzione usata generalmente per indicare quella parte di un'impresa industriale (persone, mezzi e risorse finanziarie), che viene dedicata allo studio di innovazione tecnologica da utilizzare per migliorare i propri prodotti, crearne di nuovi, o migliorare i processi di produzione.

## Descrizione
La locuzione "ricerca e sviluppo" ha un'importanza commerciale speciale oltre alla relativa associazione convenzionale alla ricerca e sviluppo tecnologico. Nel contesto del commercio, la "ricerca e sviluppo" si riferisce normalmente ad attività a lungo termine, orientate al futuro, nella scienza o tecnologia, imitando la ricerca scientifica in un apparente disinteresse per i profitti.
Statistiche sulle organizzazioni dedicate alla "R&S" possono esprimere la condizione dell'industria, del grado di concorrenza o dello stato del progresso scientifico. Indici di misura comuni includono: budget, numero di brevetti o giudizi sulle recensioni delle pubblicazioni scientifiche. Le valutazioni della banche sono una delle misure migliori, perché sono effettuate continuamente, pubblicamente e riflettono il rischio.
Negli Stati Uniti, un rapporto tipico degli investimenti in ricerca e sviluppo, per un'azienda industriale, è circa il 3,5% del fatturato. Un'azienda ad alta tecnologia, come un produttore di computer, può spendere il 7%. Alcune organizzazioni molto aggressive spendono fino al 40% e sono famose per la loro alta tecnologia. Le aziende in questa categoria includono le grandi aziende farmaceutiche come Merck & Co. o Novartis e le aziende di ingegneria come Hewlett-Packard, IBM, Pratt & Whitney o Boeing. Queste aziende prosperano generalmente soltanto nei mercati in cui i loro clienti hanno bisogni estremi, come medicinali, strumenti scientifici, apparati sicuri (velivoli) o armamenti militari ad alta tecnologia. I bisogni estremi giustificano i margini lordi dal 60% al 90% delle entrate. Cioè i profitti lordi saranno fino a 90% del costo delle vendite, con la produzione che costa soltanto il 10% del prezzo del prodotto. La maggior parte delle aziende industriali ottiene profitti solamente del 40%. Gli alti margini compensano abbondantemente gli alti costi di gestione delle organizzazioni con una R&S dispendiosa. Generalmente le più grandi compagnie tecnologiche non solo hanno gli staff tecnici più ampi, ma ne ricavano valore in maniera più abile.

### Ammortamento dei costi
Per i costi di ricerca e sviluppo non abbiamo uno standard contabile internazionale o europeo. La capitalizzazione dei costi di ricerca su più anni consente di beneficiare dello scudo fiscale.
Secondo la normativa europea, l'ammortamento non può durare più di 5 anni e in ogni anno è consentito se le riserve sono pari alla quota di amortamento residua o (in caso negativo) non sono distribuiti utili, in base alla Direttiva 2013/34/CE. In Italia, è richiesto anche il requisito della prospettiva di ricavi futuri, ad esempio se si tratta di ricerca applicata e sviluppo precompetitivo finalizzato ad un migliore o nuovo prodotto o processo produttivo. La capitalizzazione deve essere autorizzata dal collegio sindacale.

## Nel mondo

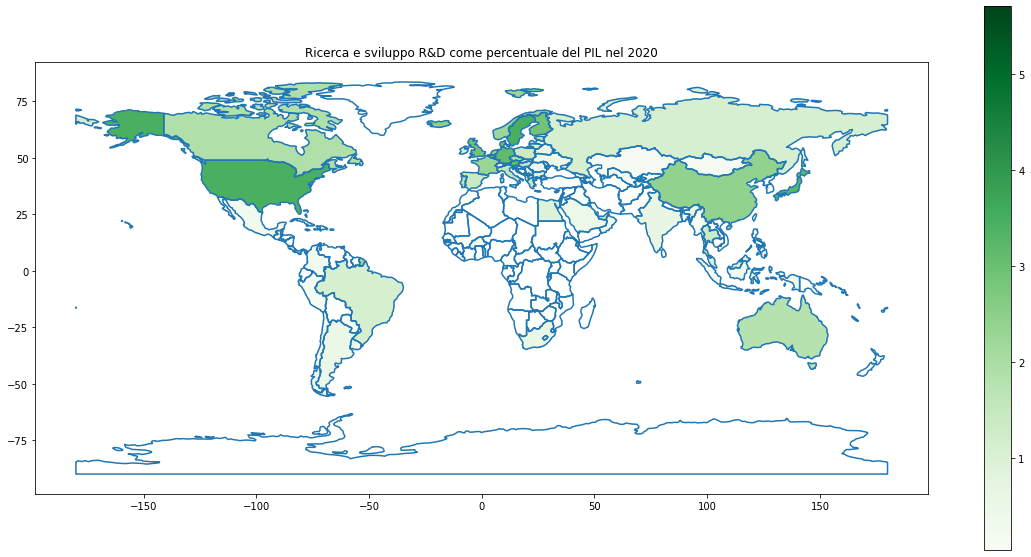
Fonte : [https://data.uis.unesco.org/index.aspx?queryid=74# Unesco

La spesa per la ricerca e lo sviluppo varia molto da paese a paese ma può essere confrontata se viene espressa come percentuale del Prodotto Interno Lordo (PIL). Percentualmente ecco l'investimento in Ricerca di vari paesi (in ordine decrescente), utilizzando i dati dell'Unesco:
| Stato                                          | Ricerca e sviluppo come percentuale del PIL | Anno di rilevazione |
| ---------------------------------------------- | ------------------------------------------- | ------------------- |
| Israele                                        | 5,56%                                       | 2021                |
| Repubblica di Corea                            | 4,93%                                       | 2021                |
| Stati Uniti d'America                          | 3,46%                                       | 2021                |
| Belgio                                         | 3,43%                                       | 2021                |
| Svezia                                         | 3,42%                                       | 2021                |
| Nord America                                   | 3,32%                                       | 2021                |
| Giappone                                       | 3,30%                                       | 2021                |
| Austria                                        | 3,26%                                       | 2021                |
| Germania                                       | 3,14%                                       | 2021                |
| Finlandia                                      | 2,99%                                       | 2021                |
| Nord America ed Europa occidentale             | 2,93%                                       | 2021                |
| Regno Unito                                    | 2,91%                                       | 2021                |
| Danimarca                                      | 2,81%                                       | 2021                |
| Islanda                                        | 2,81%                                       | 2021                |
| Paesi ad alto reddito                          | 2,76%                                       | 2021                |
| Asia orientale                                 | 2,71%                                       | 2021                |
| Europa e Nord America                          | 2,59%                                       | 2021                |
| Cina                                           | 2,43%                                       | 2021                |
| Asia orientale e sudorientale                  | 2,33%                                       | 2021                |
| Asia orientale e Pacifico                      | 2,31%                                       | 2021                |
| Olanda                                         | 2,31%                                       | 2021                |
| Francia                                        | 2,22%                                       | 2021                |
| Singapore                                      | 2,16%                                       | 2020                |
| Slovenia                                       | 2,13%                                       | 2021                |
| Europa                                         | 2,02%                                       | 2021                |
| Cechia                                         | 2,00%                                       | 2021                |
| Norvegia                                       | 1,94%                                       | 2021                |
| Mondo                                          | 1,93%                                       | 2021                |
| Australia                                      | 1,77%                                       | 2021                |
| Estonia                                        | 1,75%                                       | 2021                |
| Portogallo                                     | 1,73%                                       | 2022                |
| Oceania                                        | 1,72%                                       | 2021                |
| Ungheria                                       | 1,64%                                       | 2021                |
| Paesi a reddito medio-alto                     | 1,56%                                       | 2021                |
| Canada                                         | 1,55%                                       | 2022                |
| Emirati Arabi Uniti                            | 1,50%                                       | 2021                |
| Grecia                                         | 1,46%                                       | 2021                |
| Italia                                         | 1,45%                                       | 2021                |
| Polonia                                        | 1,44%                                       | 2021                |
| Spagna                                         | 1,43%                                       | 2021                |
| Turchia                                        | 1,40%                                       | 2021                |
| Paesi a reddito medio                          | 1,25%                                       | 2021                |
| Croazia                                        | 1,24%                                       | 2021                |
| Tailandia                                      | 1,21%                                       | 2021                |
| Brasile                                        | 1,15%                                       | 2020                |
| Irlanda                                        | 1,13%                                       | 2021                |
| Lituania                                       | 1,11%                                       | 2021                |
| Europa centrale e orientale                    | 1,10%                                       | 2021                |
| Asia sud-orientale                             | 1,07%                                       | 2021                |
| Asia occidentale                               | 1,07%                                       | 2021                |
| Cina, Hong Kong                                | 1,07%                                       | 2022                |
| Lussemburgo                                    | 1,04%                                       | 2021                |
| Egitto                                         | 1,02%                                       | 2022                |
| Africa settentrionale e Asia occidentale       | 0,98%                                       | 2021                |
| Serbia                                         | 0,97%                                       | 2022                |
| Malaysia                                       | 0,95%                                       | 2020                |
| Russia                                         | 0,94%                                       | 2022                |
| Slovacchia                                     | 0,92%                                       | 2021                |
| Cipro                                          | 0,83%                                       | 2021                |
| Bulgaria                                       | 0,77%                                       | 2021                |
| Lettonia                                       | 0,74%                                       | 2021                |
| Piccoli Stati insulari in via di sviluppo      | 0,72%                                       | 2021                |
| Malta                                          | 0,67%                                       | 2021                |
| India                                          | 0,65%                                       | 2020                |
| Stati arabi                                    | 0,61%                                       | 2021                |
| Sud Africa                                     | 0,60%                                       | 2020                |
| Asia meridionale e occidentale                 | 0,57%                                       | 2021                |
| Asia meridionale                               | 0,57%                                       | 2021                |
| America Latina e Caraibi                       | 0,55%                                       | 2021                |
| Asia centrale e meridionale                    | 0,55%                                       | 2021                |
| Paesi a reddito medio-basso                    | 0,52%                                       | 2021                |
| Argentina                                      | 0,52%                                       | 2021                |
| Cina, Macao                                    | 0,49%                                       | 2022                |
| Bielorussia                                    | 0,48%                                       | 2022                |
| Romania                                        | 0,47%                                       | 2021                |
| Arabia Saudita                                 | 0,46%                                       | 2022                |
| Uruguay                                        | 0,42%                                       | 2021                |
| Macedonia del Nord                             | 0,38%                                       | 2022                |
| Chile                                          | 0,33%                                       | 2020                |
| Africa sub-sahariana                           | 0,33%                                       | 2021                |
| Ucraina                                        | 0,33%                                       | 2022                |
| Cuba                                           | 0,32%                                       | 2021                |
| Maurizio                                       | 0,31%                                       | 2022                |
| Colombia                                       | 0,29%                                       | 2020                |
| Indonesia                                      | 0,28%                                       | 2020                |
| Costa Rica                                     | 0,28%                                       | 2021                |
| Oman                                           | 0,28%                                       | 2022                |
| Paesi meno sviluppati                          | 0,27%                                       | 2021                |
| Messico                                        | 0,27%                                       | 2022                |
| Burkina Faso                                   | 0,25%                                       | 2021                |
| Georgia                                        | 0,24%                                       | 2022                |
| Repubblica di Moldavia                         | 0,23%                                       | 2022                |
| Bermuda                                        | 0,23%                                       | 2020                |
| Paesi a basso reddito                          | 0,21%                                       | 2021                |
| Armenia                                        | 0,21%                                       | 2022                |
| Paesi in via di sviluppo senza sbocco sul mare | 0,20%                                       | 2021                |
| Bosnia Erzegovina                              | 0,19%                                       | 2022                |
| Panama                                         | 0,18%                                       | 2022                |
| Perù                                           | 0,16%                                       | 2022                |
| El Salvador                                    | 0,16%                                       | 2021                |
| Uzbekistan                                     | 0,16%                                       | 2022                |
| Azerbaigian                                    | 0,15%                                       | 2022                |
| Paraguay                                       | 0,14%                                       | 2021                |
| Asia centrale                                  | 0,13%                                       | 2021                |
| Kazakistan                                     | 0,12%                                       | 2022                |
| Sri Lanka                                      | 0,12%                                       | 2020                |
| Tagikistan                                     | 0,09%                                       | 2020                |
| Mongolia                                       | 0,09%                                       | 2022                |
| Kuwait                                         | 0,08%                                       | 2022                |
| Kirghizistan                                   | 0,08%                                       | 2022                |
| Guatemala                                      | 0,06%                                       | 2021                |
| Trinidad e Tobago                              | 0,05%                                       | 2021                |
| Iraq                                           | 0,04%                                       | 2021                |
| Myanmar                                        | 0,04%                                       | 2022                |